# Turinsk
Turinsk (en rus: Туринск) és una ciutat de l'óblast de Sverdlovsk, a Rússia, segons el cens del 2021 tenia 16.999 habitants.